# Herbert Kleinherne
Herbert Kleinherne (* 25. April 1924; † 13. November 2011 in Recklinghausen) war ein deutscher Bergingenieur. Er war von 1991 bis 2004 Vorstandsvorsitzender der Arbeitgebervertreter beim Hauptverbandes der gewerblichen Berufsgenossenschaften, dem Vorgänger der Deutschen Gesetzlichen Unfallversicherung.

## Leben
Herbert Kleinherne war seit 1968 in der Bergbau-Berufsgenossenschaft ehrenamtlich tätig. Danach war er von 1980 bis 2004 Mitglied des paritätisch mit Arbeitgeber- und Arbeitnehmervertretern besetzten Vorstandes des damaligen Spitzenverbandes der gewerblichen Berufsgenossenschaften. Sein dortiger Nachfolger war Hans-Joachim Wolff.
Kleinherne hat insgesamt 35 Jahre lang in verschiedenen Zweigen der Sozialversicherung Ämter in der Selbstverwaltung innegehabt.
Im Zeitraum 1979 bis 1980 war er Präsident des Rotary-Club Recklinghausen.
Kleinherne wurde mit dem Großen Verdienstkreuz des Verdienstordens der Bundesrepublik Deutschland ausgezeichnet.